# National Institute for Environmental Studies
Das National Institute for Environmental Studies (NIES, japanisch 国立環境研究所 Kokuritsu-Kankyō kenkyūsho, deutsch ‚Nationales Institut für Umweltstudien‘) wurde 1974 als Zentrum für Umweltforschung in Japan gegründet.
2001 wurde es zu einer unabhängigen Verwaltungseinrichtung.

## Geschichte
Kurzer Abriss der historischen Entwicklung des NIES:
Juli 1971     Gründung der Umweltagentur (Environment Agency)
November 1971  Einrichtung des NIES-Gründungskomitees
März 1974      Gründung des National Institute for Environmental Studies (NIES)
April 1985     Kaiser Hirohito (Shōwa-tennō) besucht das NIES
Juli 1990      Umstrukturierung des NIES unter Einbeziehung der globalen Umweltforschung
Oktober 1990   Einrichtung des Zentrums für globale Umweltforschung (Center for Global Environmental Research)
Januar 2001    Die Umweltagentur wird zum Umweltministerium. Gründung der Abteilung für Abfallwirtschaft (Waste Management Division) am NIES
April 2001     Einrichtung des NIES als eingetragene Verwaltungsbehörde (Incorporated Administrative Agency).
August 2020    Das japanische Kaiserpaar besucht das NIES
April 2015     Einrichtung des NIES als nationale Forschungs- und Entwicklungsagentur
April 2016     Die Fukushima-Zweigstelle wird gegründet
April 2017     Die Zweigstelle für den Biwa-See wird im dortigen Forschungszentrum für Umweltwissenschaften (Präfektur Shiga) eröffnet
Dezember 2018  Das Zentrum für die Anpassung an den Klimawandel (Center for Climate Change Adaptation (CCCA)) wird eröffnet

## Organisation
Zum NIES gehören acht Forschungszentren (Research Departments).
Diese Zentren sind für die verschiedenen Forschungsbereiche zuständig und haben für diesen Zweck ihr jeweils eigenes Programm.
Jedes dieser Zentren ist in eine Reihe weiterer Sektionen unterteilt, die für verschiedene Spezialgebiete innerhalb des vom NIES abgedeckten breiten Bereichs zuständig sind.
- Executive / Leitung
- Administration Department / Verwaltungsabteilung
  - Planning Division / Planungsabteilung
  - Research Collaboration Division / Abteilung für Forschungszusammenarbeit
  - General Affairs Division / Abteilung Allgemeine Angelegenheiten
  - Environmental Information Division / Abteilung Umweltinformation
  - Audit Office / Rechnungshof
- Research Department / Forschungsabteilung
  - Earth System Division / Globales Umweltforschungszentrum
  - Material Cycles Division / Forschungszentrum für Ressourcenrecycling und Abfall
  - Health and Environmental Risk Division / Forschungszentrum für Umweltrisiken und Gesundheit
  - Regional Environment Conservation Division / Forschungszentrum für regionalen Umwelt- und Naturschutz
  - Biodiversity Division / Forschungszentrum für Biodiversität
  - Center for Climate Change Adaptation / Zentrum für die  Anpassung an den Klimawandel
  - Fukushima Regional Collaborative Research Center (FRECC) / Zweigstelle Fukushima
  - Lake Biwa Branch Office / Zweigstelle Biwa-See